# Ausserholligen
Ausserholligen (auch: Usserhollige) ist ein Quartier der Stadt Bern. Es gehört zu den 2011 bernweit festgelegten 114 gebräuchlichen Quartieren und liegt im Stadtteil III Mattenhof-Weissenbühl, dort im statistischen Bezirk Holligen. Angrenzende Quartiere sind Weyermannshaus, Holligen (das kleinere gebräuchliche Quartier), Fischermätteli und der Könizbergwald sowie die im Stadtteil VI liegenden Quartiere Stöckacker und Bodenweid
Im Jahr 2022 wurden 461 Einwohner angegeben, davon 287 Schweizer und 174 Ausländer.

## Struktur
Die Wohnbebauung in Form von Reihenhäusern liegt im Westteil des Quartiers mit einer Trattoria. Östlich der Turnierstrasse befindet sich ein Gewerbegebäude mit dem Berner Bildungszentrum Pflege. Die EWB plant in Ausserholligen drei Hochhäuser, eines davon bis zu 110 Meter hoch, wo sich zukünftig der Hauptsitz befinden soll. Dieses Gebäude wäre dann das höchste Gebäude in der Stadt Bern.
Das Haus der Religionen – Dialog der Kulturen wurde 2014 erbaut. Eine Imagestudie des Stadtplanungsamtes Bern über die Zukunft des Westens der Stadt Ende der 1990er Jahre hatte konstatiert: «Ohne Grund geht niemand nach Bümpliz.» Deshalb gründete sich 2002 ein Verein, der die Verwirklichung des Projektes begleitete. Acht Religionsgemeinschaften, die bisher keine entsprechenden Räumlichkeiten hatten, praktizieren unter einem Dach. Dafür stehen diverse Versammlungs- und Kultusräume zur Verfügung. Im angrenzenden Gebäude befindet sich ein kleineres Einkaufszentrum.
In einem Gebäude, welches die Bundesverwaltung mietet, hatte die Direktion für Entwicklung und Zusammenarbeit (DEZA) noch bis Ende 2023 ihren Sitz. Bis 2025 will die BLS AG in dieses Gebäude einziehen.

## Verkehr
Das Quartier ist verkehrstechnisch sehr gut erschlossen. Die BLS und die Schweizerischen Bundesbahnen verbinden den Bahnhof Bern Europaplatz (bis 2014: Bern Ausserholligen SBB Richtung Freiburg und Bern Ausserholligen GBS Richtung Thun) direkt mit Bern Hauptbahnhof, Thun, Biel, Schwarzenburg, Belp, Freiburg, Laupen und Langnau im Emmental. Am Europaplatz verkehren auch die Linien 7 und 8 der Strassenbahn Bern über den Bahnhof Bern zum Ostring und nach Saali sowie nach Brünnen und Bümpliz. Dazu verbindet die Buslinie 31 der Bernmobil den Europaplatz mit Niederwangen und der Brunnadernstrasse.
Durch Ausserholligen verläuft auf einer Brücke die A12, die 1978 eröffnet wurde. Diese Brücke teilt und dominiert das Quartier. Mit der Ausfahrt Bern-Bümpliz/Köniz ist das Quartier an die A12 angeschlossen.